# 門脈圧亢進症
門脈圧亢進症（もんみゃくあつこうしんしょう、英語: portal hypertension）は、消化管から肝臓へ血液を運ぶ門脈圧が上昇する疾患群。

## 概念
門脈圧が上昇する病気をまとめて門脈圧亢進症と言う。(ここでいう門脈は腹部の門脈で、下垂体の門脈ではない。)

## 病態
腸管から吸収された栄養や毒素は、門脈系を通って肝臓内で処理されたのち、下大静脈を通って全身へと送られる。肝硬変などにより門脈圧が上昇して逃げ場を失った血流は、臍静脈、左胃静脈、下直腸静脈等を迂回して肝臓を介さずに直接体循環へ流れる。本来の道筋をショートカットする事を短絡（シャント）と言い、門脈系から門脈を経ずに体循環へ流れる事を門脈体循環短絡という。

## 原因
門脈は消化管から肝臓へ流れる血管であり、肝臓の前、肝臓の中、肝臓の後ろの血管が詰まることで門脈圧は上昇する。阻害部位によって以下のように分類される。
- 肝前性 : 肝外門脈閉塞症、門脈欠損症
- 肝内性
  - 前類洞性 : 特発性門脈圧亢進症(バンチ症候群)、日本住血吸虫症
  - 後類洞性 : 肝硬変
- 肝後性 : バッド・キアリ症候群、右心不全
- バッド・キアリ症候群（Budd-Chiari症候群、Budd-Chiari syndrome）
  - バッド・キアリ症候群（ばっど・きありしょうこうぐん）は、肝静脈が閉塞したために門脈圧が高くなる症候群。原因には抗リン脂質抗体症候群などがあり、深部静脈血栓症を起こして肝静脈が閉塞される。

## 症状
腹部静脈の怒張。その他、門脈圧亢進の原因となる疾患によってさまざまな症状を呈する。（肝硬変ではエストロゲン代謝障害によるクモ状血管腫、手掌紅班など）

### 合併症
- 肝性脳症
肝臓障害による神経障害を肝性脳症と言う。
  - 原因
門脈体循環短絡によって、腸管内細菌によって産生されたアンモニアなどの毒素がシャントのため、直接体循環に流れ出るために、神経系に障害が現れる。
- 胃・食道静脈瘤
- 門脈圧亢進症性胃腸症
- 難治性腹水

## 検査
- 閉塞肝静脈圧
- 上部消化管内視鏡検査 - 食道静脈瘤の評価を行う
- 超音波走査（腹部エコー）- 肝臓の門脈の直径を測定する

## 治療
- 原因疾患による。合併症の対症療法も併せて行う。
  - 門脈圧を低下させる為にβブロッカー[1],ARBが投与されることがある。腹水のコントロールの為に利尿剤が使われる。アルブミン値を上昇させて腹水をコントロールするとともに、肝性昏睡の原因と成るアンモニアを減らすため、分枝鎖アミノ酸製剤(BCAA)の投与,緩下剤・抗生物質による腸内細菌叢のコントロールや食事療法が行われる。
  - 合併症の中で最たる物は胃・食道静脈瘤破裂であり、内視鏡的硬化療法（Endoscopic Injection Sclerotherapy：EIS）や内視鏡的食道静脈瘤結紮法（Endoscopic Variceal Ligation：EVL）、バルーンタンポナーデ法、透視下に行うバルーン閉塞下逆行性経静脈的塞栓術（Balloon occulted -Retrograde Trasvenous obliteration：B-RTO）が行われる。
- 以前は開腹して門脈=下大静脈短絡術などを施行していた。これはアンモニアなどを含む腸管からの血流が直接大循環に流入するため、合併症がみられることがあった。
- 最近は血管内治療として経頸静脈的肝内門脈静脈短絡術（Transjugular Intrahepatic Portasystemic Shunt：TIPS）が試みられている。これは、頸部よりカテーテルを挿入し門脈と肝静脈を直接つなぐ手術である。

## 診療科
- 消化器内科
- 放射線科